# Хэнсон, Керсти
Ке́рсти Хэ́нсон (англ. Kirsty Hanson; род. 17 апреля 1998, Галифакс, Йоркшир и Хамбер) — шотландская футболистка, нападающий команды «Астон Вилла» и сборной Шотландии.

## Клубная карьера
Начала футбольную карьеру в центре подготовки «Манчестер Юнайтед». В 2015 году стала игроком академии «Ливерпуля».
В июне 2016 года стала игроком клуба «Шеффилд». В 2016 году провела за команду 10 матчей.
В декабре 2016 года перешла в клуб «Донкастер Роверс Беллс», став первым приобретением команды перед началом «весенней серии» Женской суперлиги.
1 июля 2018 года Керсти стала игроком женской команды «Манчестер Юнайтед» перед её первым сезоном в профессиональном футболе. Она стала одной из семи футболисток, ранее выступавших в молодёжной академии «Манчестер Юнайтед» и вернувшихся в неё уже в качестве профессиональных игроков. 9 сентября забила свои первые мячи за «Юнайтед», сделав «дубль» в матче Женского чемпионшипа против «Астон Виллы». Всего в сезоне 2018/19 забила 5 мячей и помогла команде выиграть Чемпионшип, обеспечив выход в Женскую суперлигу, высший дивизион в системе женских футбольных лиг Англии. В следующем сезоне, уже в рамках Женской суперлиги, Хэнсон забила два мяча в октябре (13 октября в матче против «Тоттенхэм Хотспур» и 27 октября в матче против «Рединга»), после чего была признана «Игроком месяца в Женской Суперлиге» (FA WSL player of the month) по итогам октября.

## Карьера в сборной
Хэнсон родилась в Англии, но приняла решение о выступлении за сборную Шотландии, откуда родом была её мать.
Играла за женские футбольные сборные Шотландии до 17 и до 19 лет.
В ноябре 2019 года получила первый вызов в главную женскую сборную Шотландии. Дебютировала за неё 8 ноября 2019 года в матче против Албании и была признана лучшим игроком матча.

## Достижения

### Командные достижения
Донкастер Роверс Беллс
- Победитель Женской суперлиги 2: 2017/18

Манчестер Юнайтед
- Победитель Женского чемпионшипа: 2018/19[9]

### Личные достижения
- Игрок месяца Женской суперлиги: октябрь 2019[6]